# Mokoshi

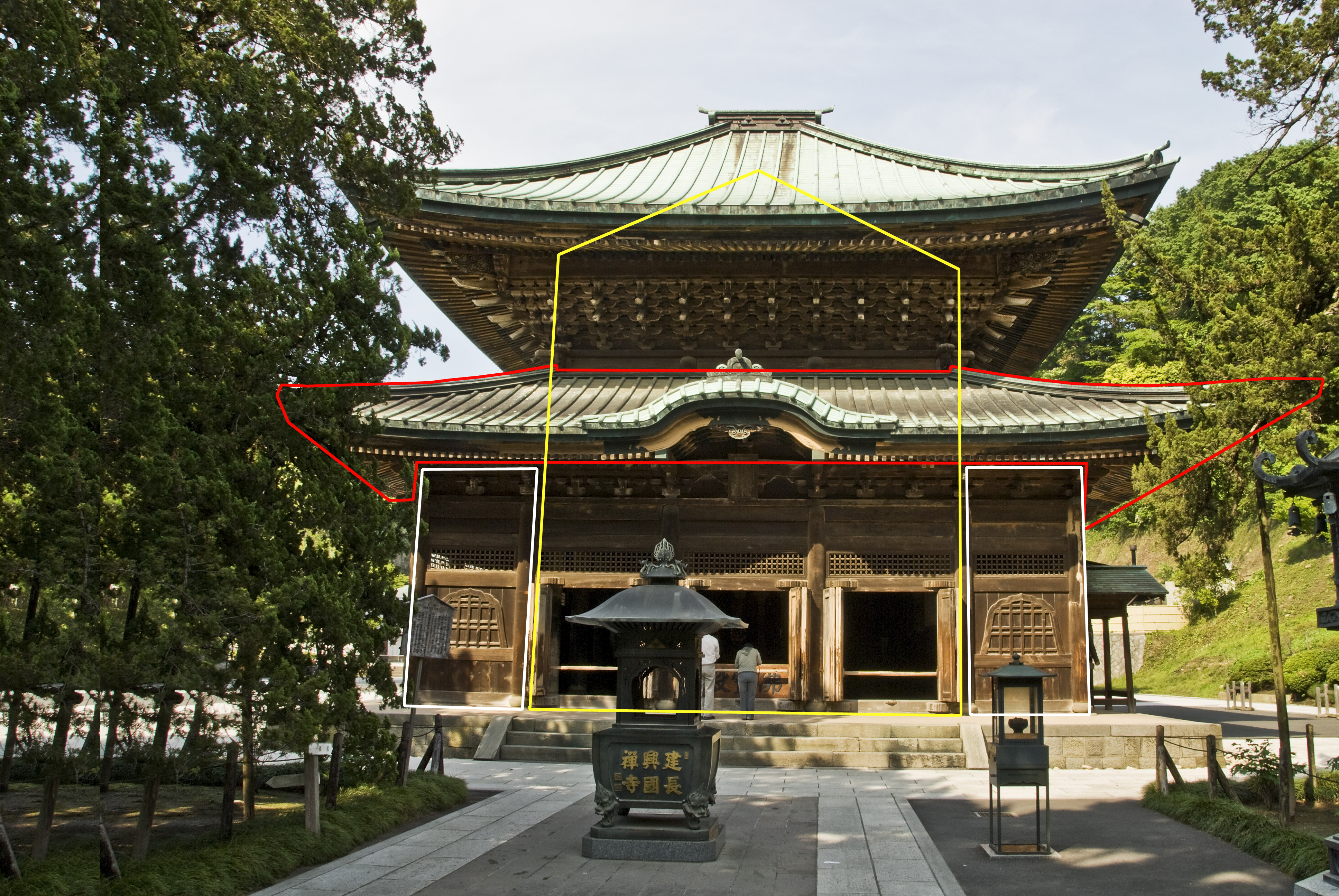
Détouré en jaune : moya ; en rouge : mokoshi ; en blanc : hisashi.

En architecture japonaise, un mokoshi (裳階・裳層, également prononcé shōkai), littéralement « étage jupe », est un toit à pente recourbée décoratif entourant un bâtiment sous le véritable toit. Comme il ne correspond à aucune division interne, le mokoshi donne l'impression qu'il y a plus de niveaux qu'il n'y en a en réalité. Il mesure d'ordinaire un ken de profondeur et se trouve généralement dans les temples bouddhistes et les tō (pagodes) (voir par exemple l'article tahōtō),. Le mokoshi couvre normalement un hisashi, une aile à paroi entourant un bâtiment sur un ou plusieurs côtés, mais peut être attaché directement au noyau de la structure (le moya), auquel cas il n'y a pas de hisashi. Le matériau de couverture du mokoshi peut être identique ou différent de celui du toit principal.

## Origine et fonction
Le nom provient du fait qu'il entoure et cache le bâtiment principal comme le revers (裳裾, mosuso) d'un pantalon. Son but est en fait de cacher les gros piliers de soutien de la structure, ce qui la fait paraître plus légère et plus simple. Il est largement utilisé par les sectes zen dans les différents bâtiment de ses complexes de temples.
Un autre nom pour le mokoshi est yuta (雪打, lit. « frappe neige »), d'où le nom yuta-zukuri (雪打造, « style yuta ») donné au style d'un bâtiment qui en possède. Ce nom commence à être utilisé à l'époque médiévale et vient de l'idée que sa présence offre une protection contre la neige.

## Exemples représentatifs
La pagode est à deux étages de Yakushi-ji, (Trésor national, voir galerie) semble avoir cinq étages en raison de la présence d'un mokoshi entre chaque étage.
Le premier des deux niveaux du kon-dō (bâtiment principal) Trésor national (voir galerie) à Hōryū-ji est doté d'un mokoshi ajouté à l'époque de Nara avec des poteaux supplémentaires. Ceux-ci étaient devenus nécessaires pour tenir le premier toit original qui s'étendait sur plus de quatre mètres au-delà des limites du bâtiment. Le mokoshi de Hōryū-ji est le plus ancien mokoshi encore debout.
Le butsuden (bâtiment principal) d'un temple zen temple possède d'ordinaire un mokoshi et ressemble donc à un bâtiment à deux étages (voir photo ci-dessus et la galerie), ce qu'en fait il n'est pas.

## Galerie d'images
Tous ces édifices possèdent un mokoshi.

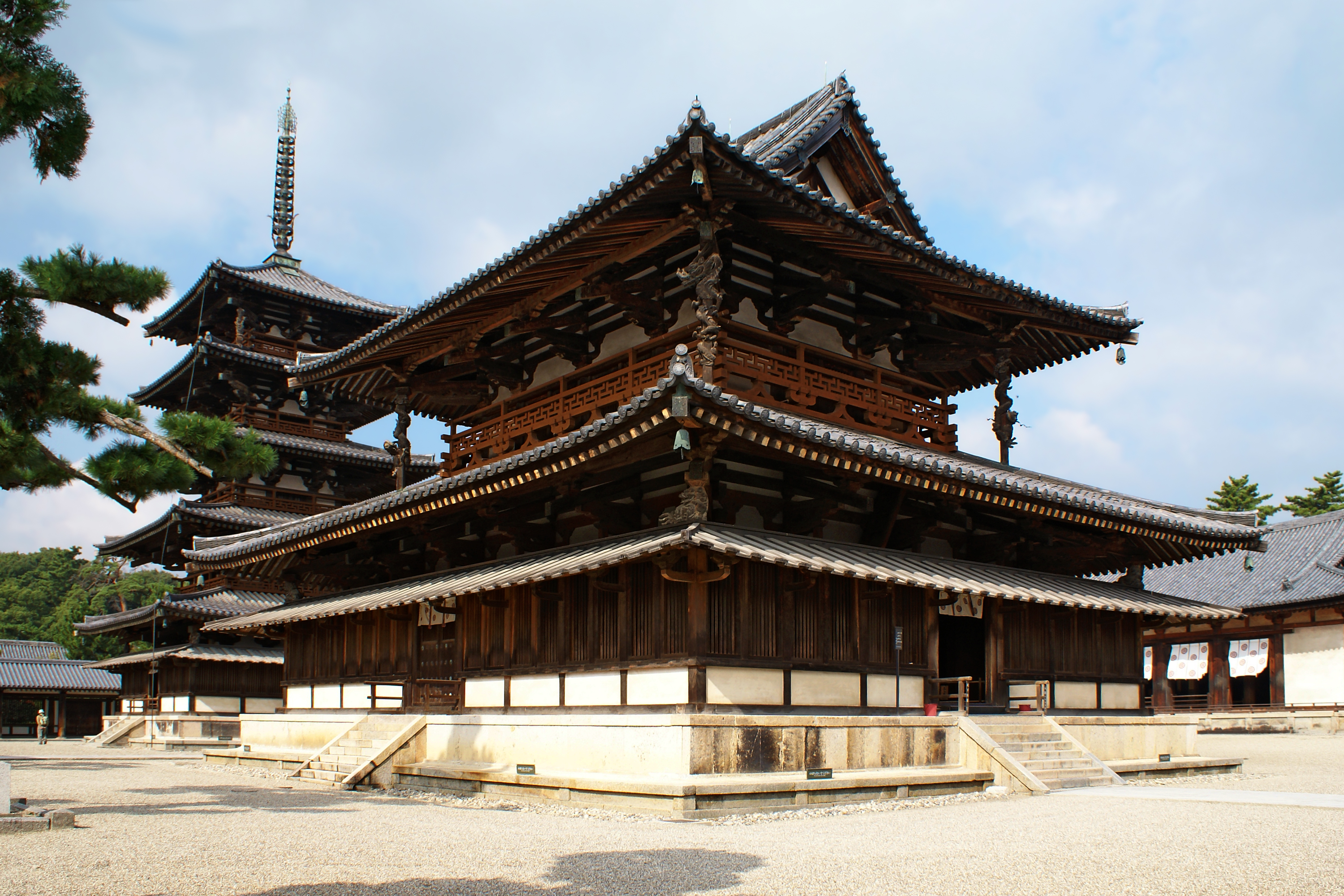
Kon-dō de Hōryū-ji.
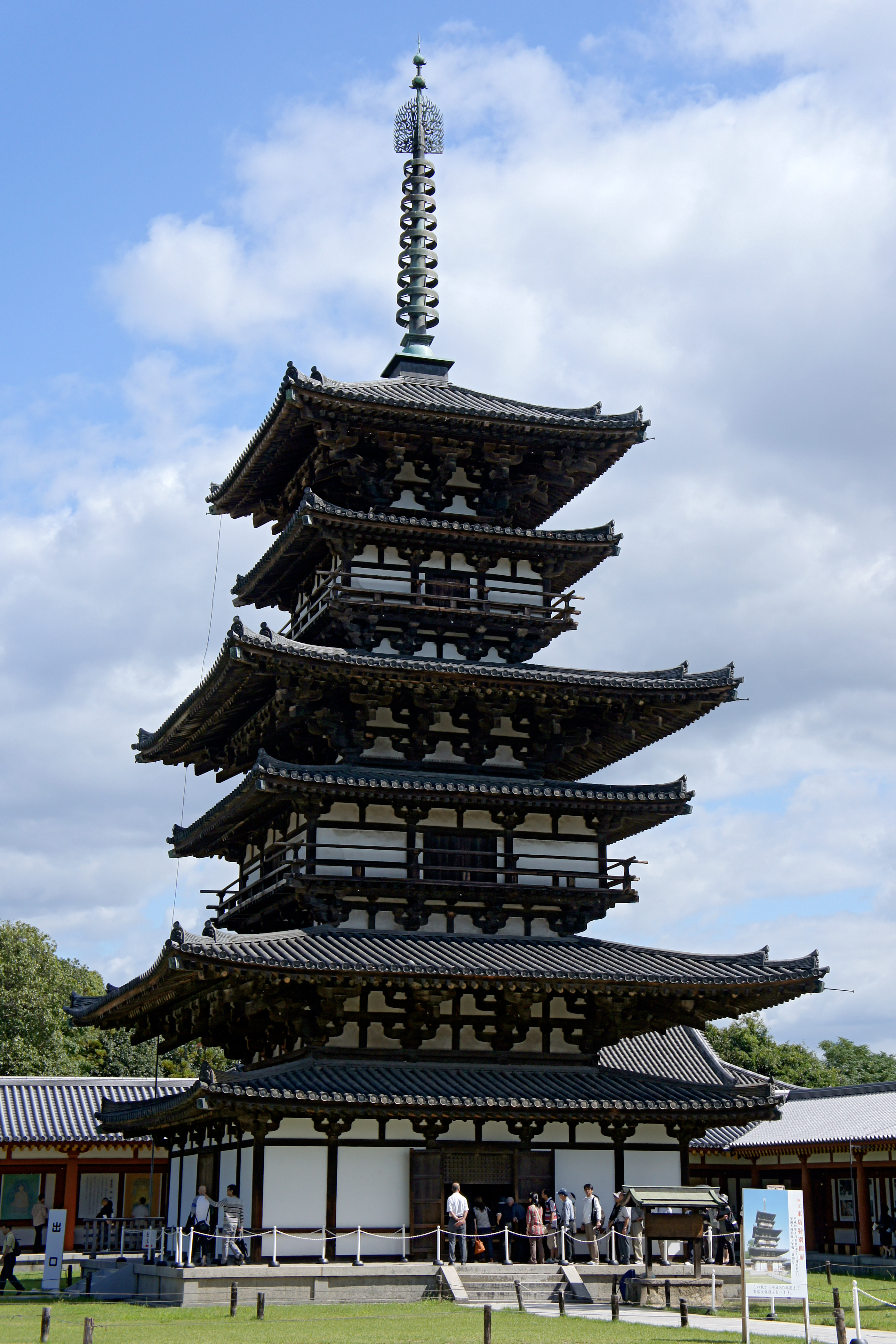
Pagode est à deux niveaux de Yakushi-ji.
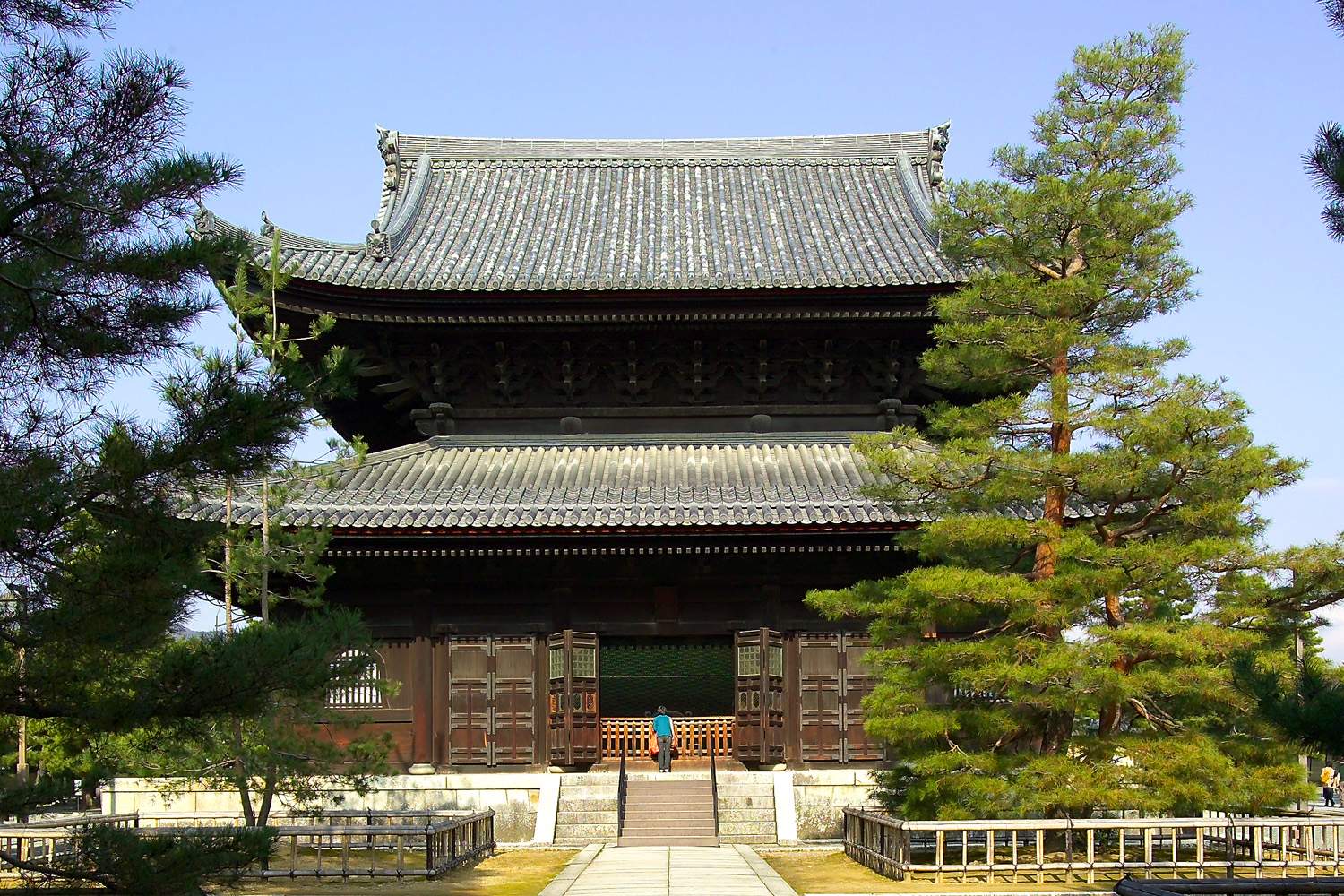
Butsuden de Myōshin-ji.
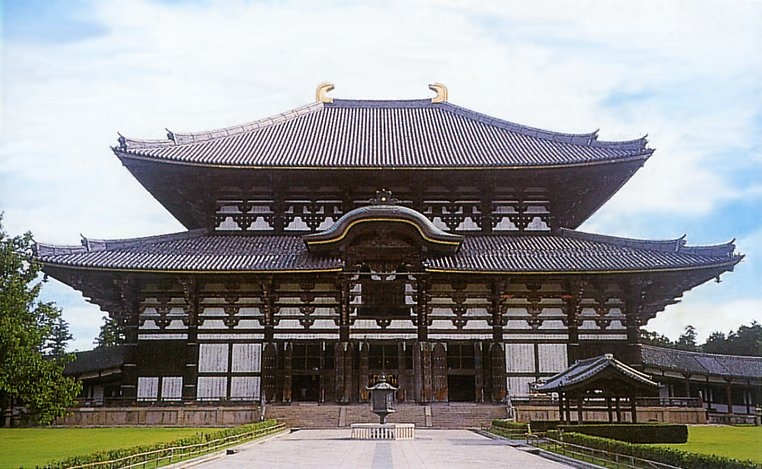
Daibutsuden de Tōdai-ji.